# Іллан Мельє
Іллан Мельє (фр. Illan Meslier, нар. 2 березня 2000, Лор'ян) — французький футболіст, воротар клубу «Лідс Юнайтед».

## Клубна кар'єра
Народився 2 березня 2000 року в місті Лор'ян. Вихованець футбольної школи клубу «Лор'ян», де з 2016 року виступав за дубль команди, а 2018 року підписавши перший професіональний контракт з клубом, дебютував у першій команді «Лор'яна». Станом на 20 травня 2019 року відіграв за команду 28 матчів в національному чемпіонаті.

## Виступи за збірні
2018 року дебютував у складі юнацької збірної Франції, взяв участь у 2 іграх на юнацькому рівні, пропустивши 2 голи. З командою до 17 років у 2017 році був учасником юнацького чемпіонату світу.
2019 року з командою до 20 років поїхав на молодіжний чемпіонат світу.